# Glen Hansard

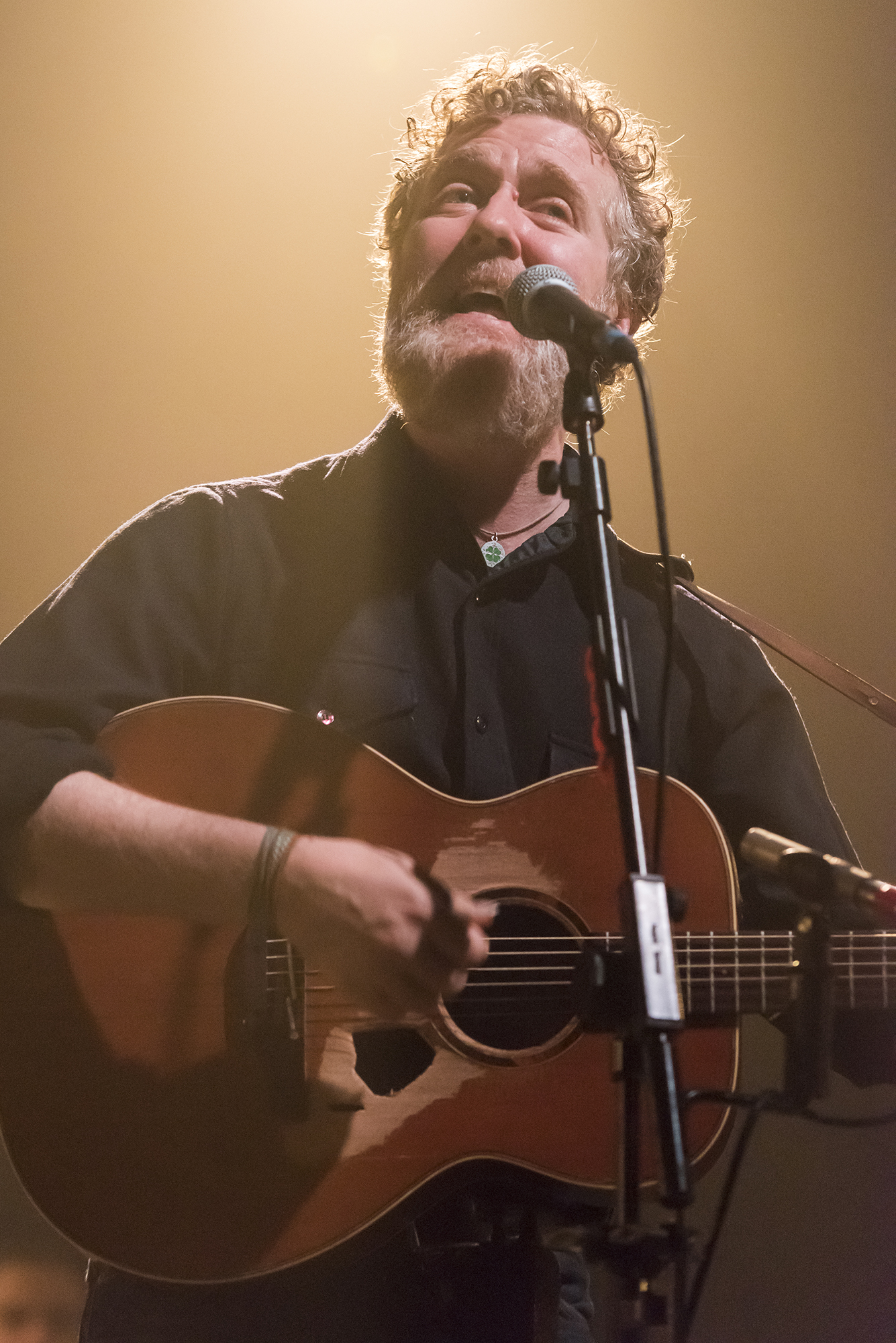
Glen Hansard, Offenbach (2016)

Glen Hansard (* 21. April 1970 in Dublin) ist ein irischer Sänger, Gitarrist und Schauspieler.

## Leben und Schaffen
Glen Hansard begann seine musikalische Karriere als Straßenmusiker in Dublin.
Er ist Sänger und Gitarrist der irischen Rockband The Frames und war Hauptdarsteller in Once. Dessen Regisseur John Carney war bei The Frames bis 1993 Bassist. Hansard spielte auch die Figur Outspan Foster im Musikfilm Die Commitments.
Zusammen mit Markéta Irglová nahm er 2006 unter dem Namen The Swell Season ein gleichnamiges Album auf. Gemeinsam schrieben beide 2006 auch die Filmmusik zu Once. Für den Titel Falling Slowly aus dem Soundtrack erhielten sie 2008 den Oscar in der Kategorie Bester Song. In Deutschland erlangte der Song erst 2011 größere Bekanntheit durch eine Interpretation während der Castingshow The Voice of Germany. Das zweite gemeinsame Album von Hansard und Irglová erschien Ende Oktober 2009; es heißt Strict Joy.
Im Herbst 2011 tourte Hansard als Solokünstler durch Europa und begann anschließend in New York mit den Arbeiten an seinem ersten Solo-Album. Am 15. Juni 2012 veröffentlichte er das Album Rhythm and Repose. Außerdem schrieb er ein Stück mit dem Titel Take The Heartland für den Soundtrack von Die Tribute von Panem – The Hunger Games.
2013 arbeitete er erneut mit dem Regisseur John Carney zusammen, diesmal lediglich als Songwriter. Für den Film Can a Song Save Your Life? schrieb er zusammen mit Danielle Brisebois den Song Coming Up Roses, der dort von Keira Knightley gesungen wird.
Bei der öffentlichen Trauerfeier des verstorbenen Sängers Shane MacGowan am 8. Dezember 2023 in der Mary’s of the Rosary Church in Nenagh übernahm Hansard gemeinsam mit Lisa O’Neill den Gesang des Pogues-Klassikers Fairytale of New York. Dabei wurde er von Pogues-Mitgliedern und engen Weggefährten musikalisch begleitet.

## Diskografie
Für Veröffentlichungen mit The Frames siehe hier.

Für Veröffentlichungen mit The Swell Season siehe hier.

### Alben
| Jahr | Titel                               | Höchstplatzierung, Gesamtwochen, AuszeichnungChartplatzierungen (Jahr, Titel, Platzierungen, Wochen, Auszeichnungen, Anmerkungen) | Höchstplatzierung, Gesamtwochen, AuszeichnungChartplatzierungen (Jahr, Titel, Platzierungen, Wochen, Auszeichnungen, Anmerkungen) | Höchstplatzierung, Gesamtwochen, AuszeichnungChartplatzierungen (Jahr, Titel, Platzierungen, Wochen, Auszeichnungen, Anmerkungen) | Höchstplatzierung, Gesamtwochen, AuszeichnungChartplatzierungen (Jahr, Titel, Platzierungen, Wochen, Auszeichnungen, Anmerkungen) | Höchstplatzierung, Gesamtwochen, AuszeichnungChartplatzierungen (Jahr, Titel, Platzierungen, Wochen, Auszeichnungen, Anmerkungen) | Anmerkungen                              |
| Jahr | Titel                               | DE | AT | CH | US | IE | Anmerkungen                              |
| ---- | ----------------------------------- | --- | --- | --- | --- | --- | ---------------------------------------- |
| 2012 | Rhythm and Repose                   | DE71 (3 Wo.)DE | AT21 (6 Wo.)AT | CH40 (1 Wo.)CH | US21 (4 Wo.)US | IE3 (27 Wo.)IE | Erstveröffentlichung: 15. Juni 2012      |
| 2015 | Didn’t He Ramble                    | DE47 (1 Wo.)DE | AT24 (2 Wo.)AT | CH31 (2 Wo.)CH | US92 (1 Wo.)US | IE3 (11 Wo.)IE | Erstveröffentlichung: 18. September 2015 |
| 2018 | Between Two Shores                  | DE16 (2 Wo.)DE | AT10 (4 Wo.)AT | CH19 (2 Wo.)CH | — | IE20 (4 Wo.)IE | Erstveröffentlichung: 19. Januar 2018    |
| 2019 | This Wild Willing                   | DE27 (2 Wo.)DE | AT47 (1 Wo.)AT | CH27 (1 Wo.)CH | — | IE23 (1 Wo.)IE | Erstveröffentlichung: 12. April 2019     |
| 2021 | Live at Sydney Opera House          | — | — | — | — | IE5 (3 Wo.)IE |                                          |
| 2023 | All That Was East Is West of Me Now | DE52 (1 Wo.)DE | AT46 (1 Wo.)AT | — | — | — | Erstveröffentlichung: 20. Oktober 2023   |

Weitere Alben
- 2013: Mark Geary & Glen Hansard Christmas Biscuits
- 2021: Eddie Vedder, Glen Hansard & Cat Power Flag Day (Soundtrack)

### EPs
- 2013: Drive All Night

### Singles
| Jahr | Titel Album          | Höchstplatzierung, Gesamtwochen, AuszeichnungChartsChartplatzierungen (Jahr, Titel, Album, Platzierungen, Wochen, Auszeichnungen, Anmerkungen) | Anmerkungen                       |
| Jahr | Titel Album          | IE | Anmerkungen                       |
| ---- | -------------------- | --- | --------------------------------- |
| 2010 | The Auld Triangle –  | IE10 (4 Wo.)IE | mit Damien Dempsey                |
| 2010 | Raglan Road –        | IE26 (1 Wo.)IE | mit Damien Dempsey                |
| 2013 | Drive All Night      | IE41 (4 Wo.)IE | feat. Eddie Vedder & Jake Clemons |
| 2013 | Christmas Biscuits – | IE38 (2 Wo.)IE | mit Mark Geary                    |

## Filmografie
- 1991: Die Commitments (The Commitments)
- 2006: Once
- 2011: The Swell Season – Die Liebesgeschichte nach Once (The Swell Season)
- 2011–2014: Parenthood (Fernsehserie, 3 Folgen)